# Bob Feerick
Robert Joseph Feerick, detto Bob (San Francisco, 2 gennaio 1920 – Oakland, 8 giugno 1976), è stato un cestista, allenatore di pallacanestro e dirigente sportivo statunitense, professionista nella BAA e nella NBA.

## Palmarès

### Giocatore
- 2 volte All-BAA First Team (1947, 1948)
- All-BAA Second Team (1949)
- Migliore nella percentuale di tiro BAA (1947)
- 2 volte miglior tiratore di liberi BAA (1948, 1949)